# Mauro Visaguirre
Mauro Leandro Visaguirre Peñaranda (Mendoza, provincia de Mendoza, Argentina; 24 de abril de 1994) es un futbolista con doble nacionalidad, argentina y chilena. Juega de defensa o mediocampista y actualmente milita en Huracán Las Heras del Torneo Federal A.

## Trayectoria

### Inferiores en Godoy Cruz y debut en Gutiérrez
Visaguirre surgió de las inferiores de Godoy Cruz, hizo divisiones inferiores en el club mendocino, sin embargo no debutó en primera. A principios de 2016, parte a Gutiérrez Sport Club de la ciudad de General Gutiérrez, provincia de Mendoza que disputaba el Torneo Federal A del fútbol argentino. Debutó el 7 de febrero de 2016, en un partido contra Gimnasia y Esgrima de Mendoza desde el primer minuto y bajo las órdenes del técnico Juan Alejandro Abaurre. En el "Cele" jugó la mayoría de partidos de forma titular obteniendo grandes participaciones y buen rendimiento por la banda izquierda del "Perro".[cita requerida]

### O'Higgins
A mitad del 2017 el club argentino hace oficial la venta al club chileno O'Higgins que juega en la Primera División. Visaguirre posee nacionalidad chilena, ya que la obtuvo en 2015. El marcador zurdo no ocupó puesto de extranjero en el club de Rancagua. Solo disputó un partido durante el Torneo de Transición con el equipo rancagüino, ingresando en los últimos diez minutos frente a Unión Española y no volvió a jugar ni a ser tomado en consideración dentro del equipo por el estratega. Dejó el club a finales de 2017.[cita requerida]

## Clubes
| Club                | País      | Año       |
| ------------------- | --------- | --------- |
| Gutiérrez SC        | Argentina | 2016-2017 |
| O'Higgins           | Chile     | 2017      |
| Deportivo Maipú     | Argentina | 2018-2021 |
| Gimnasia de Mendoza | Argentina | 2021      |
| Huracán Las Heras   | Argentina | 2022      |
| Barnechea           | Chile     | 2023      |
| Huracán Las Heras   | Argentina | 2024-Act. |